# オルガ・フェドチェンコ

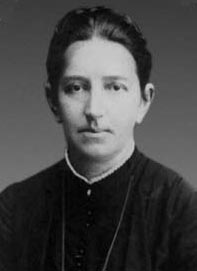
Olga Fédchenko

オルガ・フェドチェンコ（Olga Aleksandrovna Fédchenko または Olga Fedtschenko、旧姓：Ol'ga Armfeld、ロシア語表記：О́льга Алекса́ндровна Фе́дченко、1845年10月30日 – 1921年4月24日）は、ロシアの植物学者である。

## 略歴
モスクワで生まれた。父親のアレクサンドル・アルムフェルトはモスクワ大学の教授である。11歳まで家庭で教育を受け、植物学に興味を持ち、10代の頃から昆虫や植物を集め、モスクワの若い自然愛好家の会に加わり、ドイツ語やフランス語の生物学の著作の翻訳を行っていた。モスクワ動物学博物館で、博物学者のアレクセイ・フェドチェンコ（Alexei Fedchenko）と知り合い、1867年に結婚した。1868年から行われたトルキスタン、サマルカンド、パンジケントやザラフシャン川上流地域の調査団に夫とともに参加した。1870年に、現在のキルギスのダロオト＝コルゴンにまで達した。
1872年にドイツ、スイスを旅し、ライプツィヒで息子のボリス・フェドチェンコが生まれた。1873年に夫は氷河の調査のためにモンブラン登頂中に死亡した。オルガはモスクワに帰り、タシケントの調査記録をまとめる仕事を完成させた。キルギスや天山山脈西部を再訪し、1901年には息子のボリスとともにパミール山脈の調査旅行を行った。息子のボリスも植物学者となり、南ウラル、コーカサス、クリミアを息子と調査旅行した。1895年にモジャイスクの屋敷に、自ら集めた植物を栽培した庭園を作った。
1906年に、女性としては2人目となるロシア科学アカデミー会員に選ばれた。
キク科の属名、Olgaeaに献名された。

## 著作
- Fedtschenkos Reisen in Turkestan 1868–1870, Petermanns Mitteilungen 1874
- Flore du Pamir, d'après les explorations personnelles en 1901 et celles des voyageurs précédents, St. Petersburg 1903
- ボリス・フェドチェンコと共著: Conspectus Florae Turkestanicae 1913
- ボリス・フェドチェンコと共著: Plantea asiae mediae, 1906 bis 1916